# Eino Penttilä
Eino Penttilä, född 27 augusti 1906 i Joutseno, död 24 november 1982 i Björneborg, var en finländsk friidrottare.
Penttilä blev olympisk bronsmedaljör i spjutkastning vid sommarspelen 1932 i Los Angeles.